# Taylor Fritz
Pour les articles homonymes, voir Fritz.
Taylor Harry Fritz, né le 28 octobre 1997 à Rancho Santa Fe, est un joueur de tennis américain, professionnel depuis 2015.
Il a remporté huit titres ATP en simple dont le Masters 1000 d'Indian Wells 2022 en battant en finale Rafael Nadal, alors classé quatrième joueur mondial.

## Biographie

### Famille
Taylor Fritz est le fils de l'ancienne joueuse de tennis Kathy May (no 10 mondiale en 1977), qui a remporté un titre en simple au cours de sa carrière et atteint les quarts de finale d'un tournoi du Grand Chelem à trois reprises (Roland-Garros en 1977 et 1978 et l'US Open en 1978).
Son père, Guy Fritz, est également un ancien joueur de tennis du circuit secondaire (no 301 en 1979), qui compte quelques participations dans des tournois du Grand Chelem en double. Il s'est reconverti ensuite avec succès dans le coaching.
Il est également le neveu de Harry Fritz (no 231 en 1978), membre de l'équipe canadienne de Coupe Davis, qui a atteint la finale du tournoi de Lagos en 1980 et gagné le match le plus long en termes de jeux disputés depuis le début de l'ère Open (record battu par le match Isner - Mahut en 2010).

### Vie personnelle
En 2016, à seulement 18 ans, Taylor Fritz épouse sa petite amie de longue date Raquel Pedraza, joueuse de tennis sur le circuit ITF. Un an plus tard, en 2017, il devient père pour la première fois. En décembre 2019, le couple divorce après près de quatre ans de mariage.
Depuis juin 2020, il est en couple avec l'influenceuse Morgan Riddle, qui le suit sur les tournois.

## Carrière

### 2015. Premiers pas sur le circuit professionnel
Après avoir joué son premier tournoi ATP à l'occasion de l'Open de Nottingham en juin 2015, et y avoir atteint le deuxième tour au bénéfice de sa victoire sur Pablo Carreño-Busta, Taylor Fritz remporte le tournoi junior de l'US Open en tant que no 1 junior. En battant en finale son compatriote Tommy Paul (6-2, 64-7, 6-2), il prend ainsi sa revanche sur celui qui l'avait battu en finale de l'épreuve junior de Roland-Garros la même année.
En octobre, il remporte son premier tournoi Challenger à Sacramento en battant notamment au second tour Dustin Brown (63-7, 7-65, 7-67), 105e mondial, puis Jared Donaldson en finale (6-4, 3-6, 6-4). La semaine suivante, il remporte le tournoi Challenger de Fairfield sans perdre un set, en battant en finale à nouveau Dustin Brown (6-3, 6-4) et intègre le top 250 du classement ATP. Il atteint encore la finale à Champaign où il s'incline contre Henri Laaksonen, ce qui lui permet de finir l'année à la 174e place alors qu'il l'avait commencée à la 1149e.

### 2016. Première finale ATP
Taylor Fritz commence la saison 2016 en remportant le tournoi Challenger de Happy Valley contre Dudi Sela (7-67, 6-2). Puis il se qualifie pour la première fois dans le tableau principal d'un tournoi du Grand Chelem à l'Open d'Australie, où il est battu au premier tour en cinq sets (4-6, 6-3, 6-0, 3-6, 4-6) par le 22e mondial Jack Sock en 2 h 26.
En février, il participe au tournoi de Memphis et bat successivement le 29e mondial Steve Johnson en deux manches, au second tour, puis l'Allemand Benjamin Becker et le Lituanien Ričardas Berankis. À 18 ans, il devient le plus jeune Américain à jouer la finale d'un tournoi ATP depuis Michael Chang en 1989, et bat le record de précocité qui était co-détenu par Connors et Roddick (10e participation) en atteignant une finale à sa 3e apparition sur le circuit ATP. Il chute en finale face au 7e joueur mondial et tête de série no 1 Kei Nishikori, sur le score de (4-6, 4-6) en 1 h 20 de jeu. Cette belle performance lui permet de monter à la 102e place mondiale. Après avoir chuté au premier tour à Delray Beach face à son compatriote Tim Smyczek, il se qualifie pour le tableau principal du tournoi d'Acapulco. Il y réalise une belle performance en battant notamment Jérémy Chardy, tête de série no 8 et 30e joueur mondial, au premier tour en 3 manches, avant de chuter en quarts de finale face à Sam Querrey. Ce résultat lui permet de progresser encore au classement mondial puisqu'il entre pour la première fois de sa carrière dans le top 100, à la 81e place.
Sur le gazon de Stuttgart, il bat le qualifié Fabrice Martin, avant de tenir tête à la tête de série no 1 Roger Federer, (4-6, 7-5, 4-6) mais perd finalement.
À l'US Open, il perd à nouveau au premier tour contre Jack Sock en cinq manches (63-7, 5-7, 6-3, 6-1, 4-6).

### 2017. Première victoire sur un top 10 mondial
En 2017, Taylor Fritz fait parler de lui lors du 1er Masters 1000 de la saison à Indian Wells en battant le Croate Marin Čilić, tête de série no 6 et 7e mondial, remportant le match au 2e tour en 3 manches (4-6, 7-5, 6-4). C'est sa première victoire face à un joueur du top 10 mondial, alors qu'il est 136e mondial. Il est ensuite opposé au Tunisien Malek Jaziri au 3e tour, contre qui il perd en 3 sets (4-6, 6-3, 3-6).

### 2019. Premier titre ATP

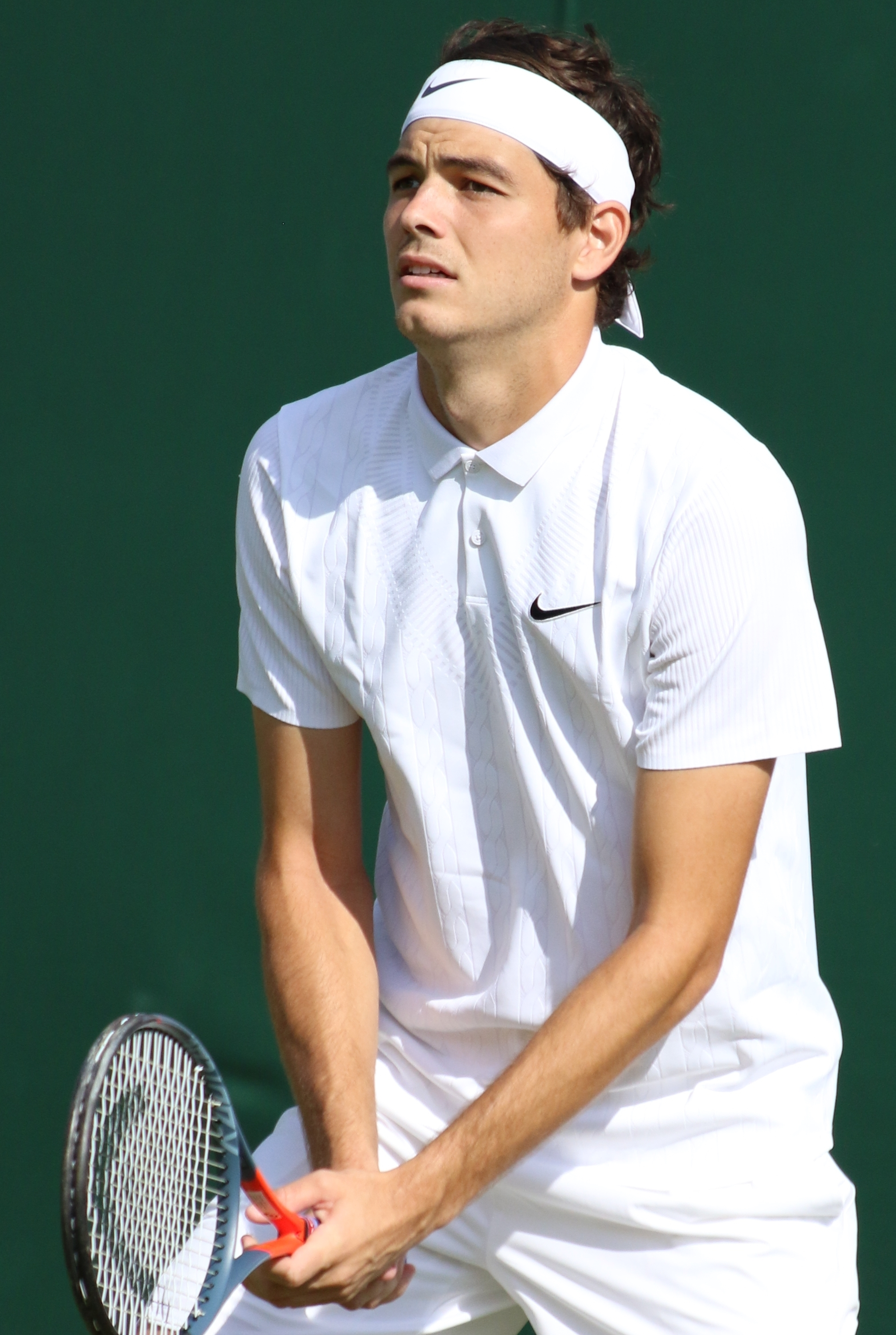
Taylor Fritz au Tournoi de Wimbledon en 2019.

Classé 42e mondial quand il se présente à Roland-Garros, Taylor Fritz bat l'Australien 84e mondial Bernard Tomic au premier tour en trois sets (6-1, 6-4, 6-1), mais est éliminé au deuxième tour par l'Espagnol 21e mondial Roberto Bautista-Agut, tête de série no 18, en trois sets (2-6, 3-6, 2-6).
Le 24 juin, au tournoi sur gazon d'Eastbourne, il bat en finale Sam Querrey (6-3, 6-4) et remporte ainsi son premier titre ATP.

### 2020.
En février, lors du tournoi de tennis du Mexique à Acapulco, Taylor Fritz se hisse en finale après s'être défait de John Isner en demies (2-6, 7-5, 6-3). En finale, il retrouve Rafael Nadal contre qui il s'incline (6-3, 6-2).

### 2021. Première demi-finale en Masters 1000 et intégration du top 25 ATP

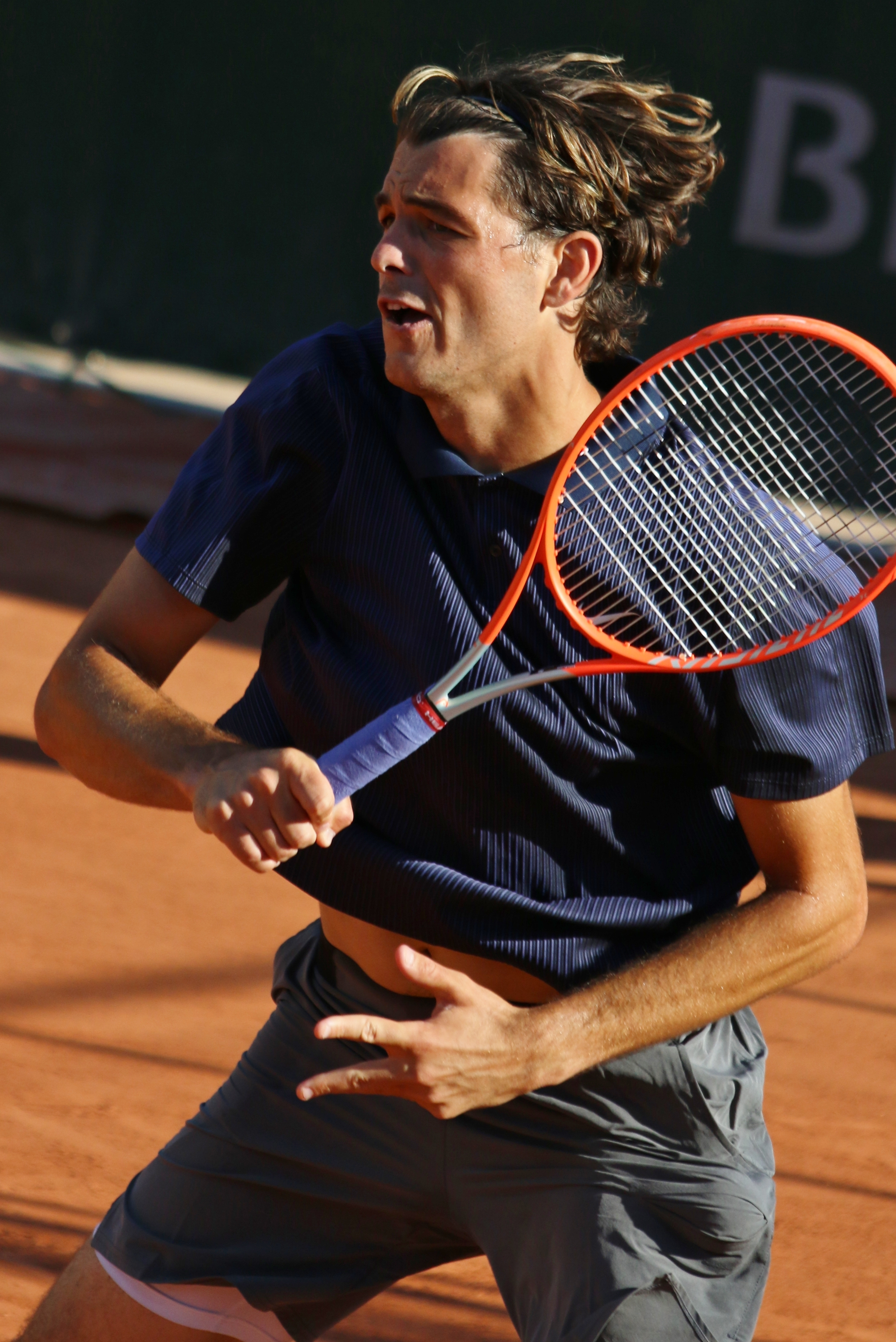
Fritz lors d'un match à Roland Garros en 2021.

Fritz commence l'année par un huitième de finale à Melbourne 2, perdu contre Jérémy Chardy (2-6, 4-6). Il perd pour la troisième année de suite au troisième tour de l'Open d'Australie, ayant éliminé au préalable Albert Ramos-Viñolas ainsi que son compatriote Reilly Opelka en cinq sets (4-6, 7-6, 6-7, 7-6, 6-2). Il est éliminé par le numéro un mondial et champion en titre Novak Djokovic, après une belle résistance (6-7, 4-6, 6-3, 6-4, 2-6).
Il enchaîne avec des demi-finales à Doha, battant sur son passage David Goffin et Denis Shapovalov,, puis des huitièmes de finale à Doha et Miami. Il occupe pour la première fois de sa carrière après ce tournoi la place de numéro 1 américain.
La tournée sur terre battue est plus délicate malgré une place dans le dernier carré de Cagliari, battu par le local Lorenzo Sonego (4-6, 7-5, 1-6). Il est défait d'entrée à Monte-Carlo et Madrid par Roberto Bautista-Agut (pour la cinquième fois en six duels) et Albert Ramos-Viñolas , ainsi qu'au deuxième tour de Rome, éliminé comme à l'Open d'Australie par Novak Djokovic et Roland-Garros, au cours duquel il sort du court en chaise roulante à la suite d'une blessure au genou.
Fin juin, il joue l'unique tournoi sur gazon de sa saison, le Grand Chelem de Wimbledon. Il y atteint son meilleur résultat en battant deux de ses compatriotes, Brandon Nakashima ainsi que Steve Johnson en cinq sets (6-4, 7-6, 4-6, 6-7, 6-4). Il est battu en quatre sets par le numéro six mondial Alexander Zverev (7-6, 4-6, 3-6, 6-7), après avoir mené une manche à zéro.
Il s'envole début septembre pour la tournée américaine et aligne deux demi-finales à Los Cabos et Atlanta, il élimine à chaque fois Steve Johnson. Il s'ensuit une période de creux avec deux victoires en deux mois, éliminé au premier tour de Washington, Toronto et Cincinnati et au deuxième tour de l'US Open et San Diego.
Il dispute début octobre Indian Wells au cours duquel il se défait de Brandon Nakashima, son compatriote, puis de Matteo Berrettini, son premier top 10 depuis deux ans (6-4, 6-3), d'un autre Italien, Jannik Sinner sur le même score, puis de l'Allemand Alexander Zverev, numéro quatre mondial en quarts de finale, en sauvant deux balles de match. Il est éliminé comme à Doha par le Géorgien Nikoloz Basilashvili en demi-finale en deux manches (6-7, 3-6). C'est la première fois de sa carrière qu'il élimine deux top 10 durant le même tournoi et sa première demi-finale dans un Masters 1000.
Il confirme son bon résultat en atteignant au cours du même mois la finale de Saint-Pétersbourg, ayant écarté de son chemin Emil Ruusuvuori, Tommy Paul, John Millman et Jan-Lennard Struff. Il s'incline en finale en trois sets contre le Croate Marin Čilić (6-7, 6-4, 4-6). Il dispute par la suite les quarts de finale au Masters de Bercy, éliminant Lorenzo Sonego, le numéro six mondial Andrey Rublev (7-5, 7-6) et Cameron Norrie, mais subit sa cinquième défaite de suite contre le numéro un Novak Djokovic.
Il boucle son année avec un huitième de finale à Stockholm et une 23ème place mondiale, confirmant sa place dans le Top 50.

### 2022. Vainqueur de son1erMasters 1000 à Indian Wells,1erquart de finale en Grand Chelem et demi-finale aux Masters
Lors de l'ATP Cup, Taylor Fritz bat Félix Auger-Aliassime (66-7, 6-4, 6-4), s'incline contre Alexander Zverev (4-6, 4-6) et vient à bout de Cameron Norrie (7-64, 3-6, 6-1). À l'Open d'Australie, il passe le qualifié Maximilian Marterer, puis son ami Frances Tiafoe et la tête de série no 15 Roberto Bautista-Agut (6-0, 3-6, 3-6, 6-4, 6-3). Il s'incline (6-4, 4-6, 6-4, 3-6, 4-6) en 3 h 23, après avoir mené contre la tête de série no 4, Stéfanos Tsitsipás.
Au mois de mars, Fritz participe au Masters 1000 d'Indian Wells. Exempté de premier tour, il bat Kamil Majchrzak puis passe difficilement (6-4, 2-6, 7-62) le qualifié Jaume Munar. Il livre un autre combat acharné face à l'Australien Alex de Minaur, qu'il remporte (3-6, 6-4, 7-65) pour arriver en quarts de finale. Il vient à bout d'un très bon Miomir Kecmanović (7-65, 3-6, 6-1) en 1 h 57 pour atteindre le dernier carré. Après 1 h 50 de jeu, Taylor Fritz se qualifie pour sa première finale de Masters 1000 à la suite de sa victoire (7-5, 6-4) face à Andrey Rublev. Opposé au 4e mondial Rafael Nadal, invaincu 20 matchs de suite depuis le début de la saison 2022 où il a gagné trois tournois coup sur coup, dont l'Open d'Australie, Fritz est dans le doute avant la rencontre après avoir ressenti des douleurs à la cheville droite lors son opposition face à Rublev. La douleur s'aggrave à l'entraînement quelques heures avant la finale, mais il décide de la jouer, malgré le désaccord des membres de son entourage. Strappé, il se montre pourtant d'emblée supérieur à son adversaire, également diminué physiquement et qui aura recours à un temps mort médical. Il gagne le premier set 6-3. Nadal retrouve ses sensations lors du second set et parvient jusqu'au tie-break. Fritz se montre le plus consistant lors de ce dernier jeu décisif qu'il remporte 7-5 pour s'imposer (6-3, 7-65) en un peu plus de deux heures de jeu, il devient le premier Américain vainqueur d'Indian Wells depuis Andre Agassi en 2001,. Ému par son succès, il révèle avoir ressenti de la douleur tout le match : « Si j'avais su que ça allait être aussi terrible, je ne serais pas venu ici. J'ai fait quelques pas pour changer de direction et j'ai crié, et, honnêtement, j'essayais de jouer les durs parce que j'avais des caméras sur moi »,. Cette victoire lui permet de se rapprocher du top 10, avec une 13e place mondiale au classement ATP à l'issue du tournoi. Fritz enchaîne avec le Masters 1000 de Miami, où il s'incline (6-3, 1-6, 4-6) contre Miomir Kecmanović en huitièmes de finale.

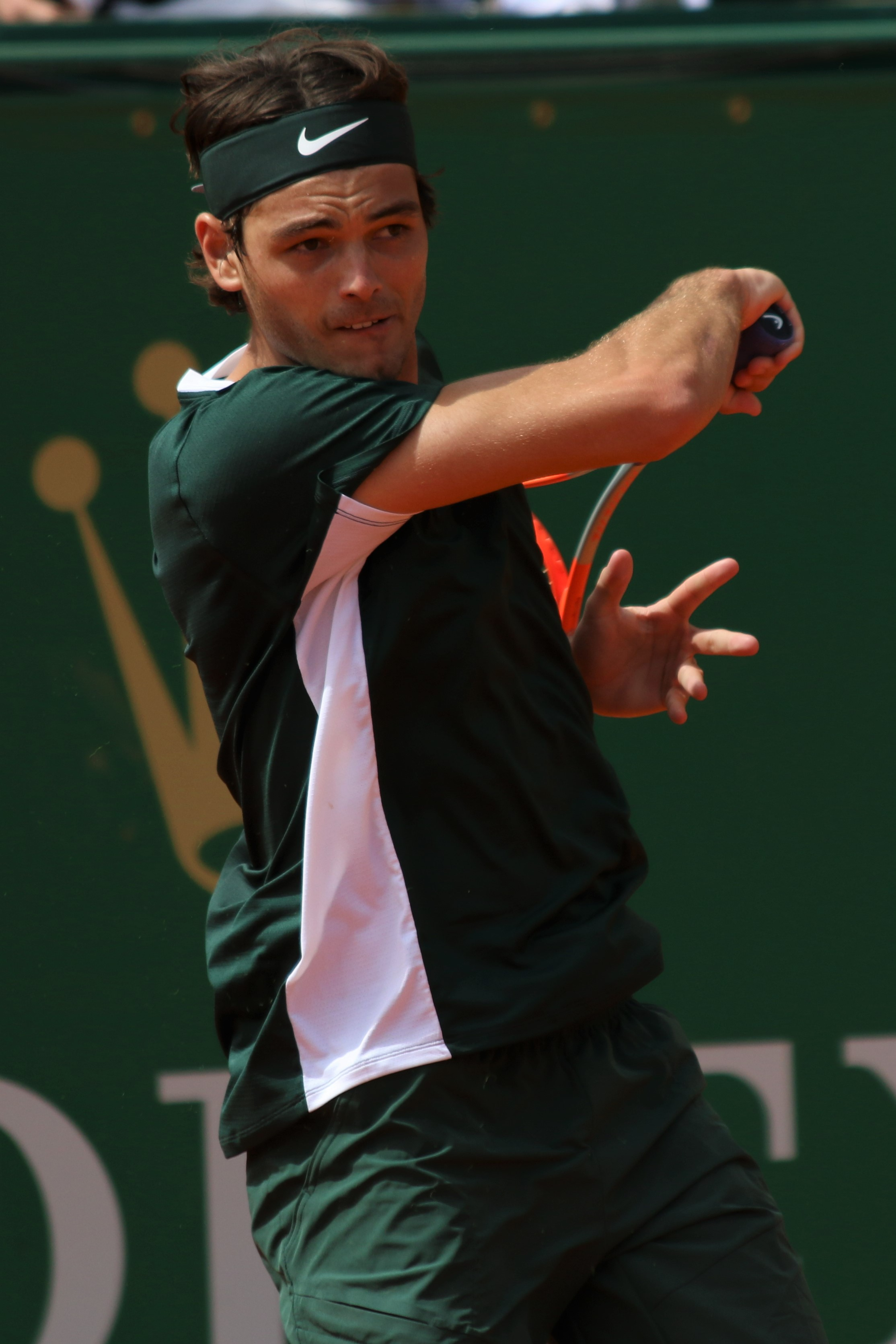
Fritz aux Masters 1000 de Monte-Carlo en 2022.

Sur terre battue européenne, au Masters de Monte-Carlo, Fritz n'est pas non loin de la sortie dès son premier tour face au local Lucas Catarina mais il est finalement victorieux (66-7, 7-65, 6-4). Puis il perd un set contre Marin Čilić et passe son compatriote Sebastian Korda, tombeur d'Alcaraz au tour précédent, qu'il vainc (7-64, 7-5) pour arriver en quarts de finale. Il s'incline (6-2, 4-6, 3-6) contre Alejandro Davidovich Fokina qui ira jusqu'en finale.
Au tournoi de Roland Garros, il s'impose difficilement au premier tour contre l'Argentin Santiago Rodriguez Taverna en cinq sets, et est éliminé au tour suivant par l'Espagnol Bernabé Zapata Miralles (6-3, 2-6, 2-6, 3-6), issu des qualifications.
Il commence le mois de juin en disputant le 's-Hertogenbosh sur gazon. Il s'incline au premier tour en trois sets contre le Néerlandais Tim Van Rijthoven, 205ème mondial et futur vainqueur surprise du tournoi. Il est éliminé la semaine suivante, également au premier tour du tournoi du Queen's contre l'invité Jack Draper (3-6, 2-6).
Juste avant le Grand Chelem anglais, il se rassure sur son niveau de jeu et s'impose à Eastbourne contre son compatriote Maxime Cressy, (6-2, 64-7, 7-64). Il s'agit de son deuxième titre sur ce tournoi après celui de 2019.
À Wimbledon, pour son premier quart de finale dans un tournoi du Grand Chelem, Fritz perd aucune manche avec des victoires sur Lorenzo Musetti, Alastair Gray, Alex Molčan et le qualifié Australien Jason Kubler,. Puis dans une rencontre de 4 h 21 de jeu, Taylor Fritz passe tous prêt de la victoire face à un Rafael Nadal diminué mais par s'incliné dans une terrible défaite (6-3, 5-7, 6-3, 5-7, 64-7),.
Il atteint ensuite durant le mois d'août le troisième tour aux tournois de Washington (abandon contre Daniel Evans) et le Masters du Canada à Montréal (contre le Britannique de nouveau). Il bat durant le Masters 1000 de Cincinnati l'Argentin Sebastián Báez, puis l'Australien en forme Nick Kyrgios. Il vainc au troisième tour le Russe Andrey Rublev, 8e joueur mondial, pour la deuxième fois de la saison (64-7, 6-2, 7-5), puis est battu par le numéro un mondial, Daniil Medvedev en quarts de finale (61-7, 3-6). C'est alors son meilleur parcours à Cincinnati.
Il dispute l'US Open et est battu dès le premier tour par l'Américain Brandon Holt, 303e joueur mondial en quatre sets (7-63, 61-7, 3-6, 4-6) serrés.
Il perd mi-septembre deux rencontres en Coupe Davis contre le Néerlandais Botic van de Zandschulp et le Britannique Cameron Norrie et remporte un match contre le Kazakh Alexander Bublik. Il prend sa revanche à la Laver Cup contre le Britannique pour aider la Team Monde à emporter le trophée pour la première fois.
Il s'envole début octobre pour Tokyo et y remporte des victoires contre James Duckworth (6-2, 62-7, 6-1), le local Hiroki Moriya (6-1, 3-6, 6-4), puis accède aux demi-finales à la faveur du forfait de Nick Kyrgios. Il emporte sa demi-finale contre le Canadien Denis Shapovalov (6-3, 65-7, 6-3) puis dispose de son compatriote Frances Tiafoe pour la cinquième fois en six confrontations (7-63, 7-62) pour gagner le quatrième titre ATP de sa carrière, son troisième de l'année. Grâce à ce titre, cela ouvre la voie du top 10 pour Taylor avec une 8e place mondiale.
À l'ATP 500 de Vienne, fin octobre en indoor, il bat au premier tour Yoshihito Nishioka en 3 sets (64-7, 7-67, 6-3). Il s'incline au deuxième tour contre le Canadien Denis Shapovalov (1-6, 6-4, 3-6). Il participe la semaine suivante au Masters 1000 de Paris-Bercy. Il affronte au premier tour l'Espagnol Alejandro Davidovich Fokina, qu'il bat en 2 sets (7-5, 6-2). Il perd au tour suivant contre Gilles Simon (5-7, 7-5, 4-6), qui joue à Paris le dernier tournoi de sa carrière, pour lequel il a obtenu une wild-card.
Classé 9e à l'ATP à l'issue du tournoi de Paris-Bercy, il n'est théoriquement pas qualifié pour les ATP Finals, qui réunissent du 13 au 20 novembre les huit meilleurs joueurs mondiaux à Turin. Il bénéficie toutefois du forfait du no 1 mondial, Carlos Alcaraz, et est placé dans le même groupe de poule que Rafael Nadal, Casper Ruud et Félix Auger-Aliassime.
Il commence le tournoi par une victoire en deux sets contre Rafael Nadal (7-63, 6-1) en 1 h 37, avant de s'incliner deux jours plus tard contre Casper Ruud (6-3, 4-6, 66-7) en 2 h 11. Sa victoire contre Félix Auger-Aliassime (7-64, 65-7, 6-2) pour son dernier match de poule lui permet de rallier les demi-finales. Il s'incline alors en deux sets contre Novak Djokovic (65-7, 66-7) en 1 h 54, futur vainqueur du tournoi, contre qui il n'a remporté aucune de leurs six confrontations,.

### 2023:5eet6etitre ATP, meilleur classement en carrière, 1/2 finale à Monte-Carlo et 1/4 à l'US Open
Taylor Fritz commence sa saison par la première édition de la United Cup. En poule, il bat Jiří Lehečka et Alexander Zverev sur le retour mais perd en trois sets sur Cameron Norrie. En demi-finale, il bat le 10e Hubert Hurkacz en deux tie-breaks et en finale l'Italien Matteo Berrettini également en deux tie-breaks. Les États-Unis remportent cette édition avec ses compatriotes Frances Tiafoe, Madison Keys et Jessica Pegula.
Fritz poursuit avec le premier tournoi du Grand Chelem, l'Open d'Australie dont il est tête de série numéro huit. Après avoir écarté le Géorgien Nikoloz Basilashvili en quatre sets (6-4, 6-2, 4-6, 7-5), il s'incline au second tour contre le local Alexei Popyrin en cinq sets serrés (7-64, 62-7, 4-6, 7-66, 2-6). C'est son pire résultat dans le Grand Chelem australien depuis six ans.
Il dispute mi-février dans son pays natal le tournoi de Dallas et écarte deux de ses compatriotes, l'invité Jack Sock (7-65, 6-4) et Marcos Giron (7-67, 3-6, 6-3) puis est sorti en demi-finale au terme d'un match serré par le Chinois Wu Yibing (7-63, 5-7, 4-6) qui devient le premier Chinois à disputer la finale d'un tournoi ATP.

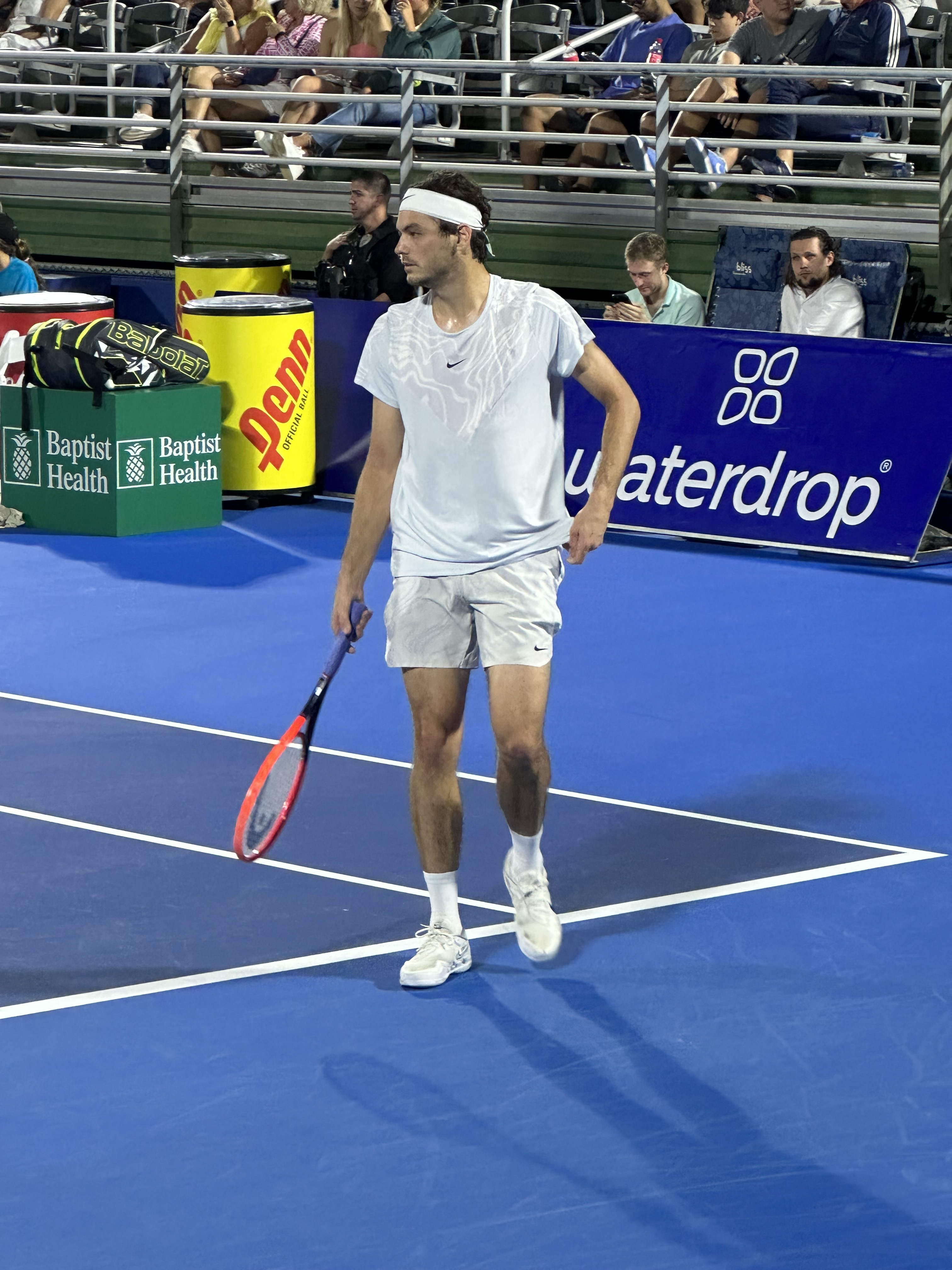
Taylor Fritz au tournoi de Delray Beach en 2023.

Mi-février, toujours aux États-Unis, il dispute et remporte le tournoi de Delray Beach, son cinquième titre ATP en carrière. Il bat pour cela l'Équatorien Emilio Gómez (6-4, 6-3), le Français Adrian Mannarino (7-68, 6-4), son compatriote Mackenzie McDonald (6-3, 7-66) et le Serbe Miomir Kecmanović (6-0, 5-7, 6-2). Grâce à ce titre, il obtient son meilleur classement en carrière avec cette 5e place mondiale.
Une semaine plus tard à Acapulco, il se défait de ses compatriotes John Isner (3-6, 6-3, 6-4) et Frances Tiafoe (6-3, 6-4) ainsi que du Canadien Denis Shapovalov (6-4, 6-4) pour s'incliner en demi-finale contre un autre Américain Tommy Paul (3-6, 7-62, 67-7).
Tenant du titre au Masters d'Indian Wells, il élimine son compatriote Ben Shelton (4-6, 6-4, 6-3), l'Argentin Sebastián Báez (6-1, 6-2) et le Hongrois Márton Fucsovics (6-4, 6-3) pour rallier les quarts de finale. Il est déchu de son titre par l'Italien Jannik Sinner (4-6, 6-4, 4-6) après 2 heure et 17 minutes. Il atteint le même stade dans l'autre Masters 1000 californien, à Miami, ce qui constitue sa meilleure performance jusqu'alors. Il bat l'invité Emilio Nava (6-4, 6-1), le Canadien Denis Shapovalov (6-4, 6-4) et le huitième mondial Holger Rune (6-3, 6-4). Il est écarté par le numéro un mondial, Carlos Alcaraz (4-6, 2-6) en 1 h 18 de jeu.
Lors de son premier tournoi sur terre battue de la saison au Masters de Monte-Carlo, Taylor Fritz affronte et élimine l'ancien champion invité, Stanislas Wawrinka (7-610, 6-2), le jeune Tchèque Jiří Lehečka (4-6, 6-4, 6-1) et la tête de série numéro deux et double tenant du titre Stéfanos Tsitsipás (6-2, 6-4) pour rejoindre les demi-finale, son meilleur résultat dans un tournoi de ce niveau sur terre battue. Il se fait néanmoins renverser à ce stade par le Russe Andrey Rublev (7-5, 1-6, 3-6), sixième joueur mondial. La semaine suivante, il joue à Munich et renverse le Hongrois Márton Fucsovics dans leur deuxième duel de l'année (4-6, 6-3, 6-3), bat l'ancien numéro trois Dominic Thiem (6-3, 6-4) mais échoue à rallier la finale en perdant contre le finaliste de l'année passée, le Néerlandais Botic van de Zandschulp (4-6, 62-7).
Quelques jours plus tard, il atteint pour la première fois de sa carrière les huitièmes de finale au Masters de Madrid en disposant de l'Australien Christopher O'Connell (7-611, 6-4) et du Chilien Cristian Garín (6-1, 7-64) mais s'incline contre le surprenant Zhang Zhizhen, 99e mondial (6-3, 65-7, 68-7), après avoir obtenu trois balles de match. Il se présente au Masters de Rome mais ne parvient pas à faire mieux qu'un deuxième tour, perdu contre le qualifié allemand Yannick Hanfmann (4-6, 1-6). Il rebondit à Genève fin mai où en tant que tête de série numéro deux, il élimine pour la deuxième fois de l'année son compatriote Marcos Giron (4-6, 6-2, 6-3) et le Biélorusse Ilya Ivashka (6-1, 6-2). Il sort néanmoins en demi-finale contre le Bulgare Grigor Dimitrov (6-3, 5-7, 62-7) au terme d'un match serré.
Début juin, il rejoint le troisième tour de Roland-Garros pour la seconde fois de sa carrière. Il bat pour cela son compatriote Michael Mmoh (6-2, 6-1, 6-1) et élimine le dernier Français en lice Arthur Rinderknech (2-6, 6-4, 6-3, 6-4) dans une ambiance électrique. Il échoue à disputer la deuxième semaine en s'inclinant contre le terrien Francisco Cerúndolo (6-3, 3-6, 4-6, 5-7).

Pour le début de la tournée sur gazon, il gagne un match contre le Russe Aslan Karatsev (7-64, 6-3) au tournoi de Stuttgart en tant que tête de série numéro deux, puis s'incline en quarts de finale contre le Hongrois Márton Fucsovics (4-6, 5-7). Au Queen's, il bat Bernabé Zapata Miralles puis est défait par le Français Adrian Mannarino (4-6, 67-7). Il joue également en double avec Jiří Lehečka et atteint la finale. Juste avant Wimbledon, il ne rassure pas sur son niveau de jeu en perdant au premier tour d'Eastbourne, tournoi dont il est tenant du titre contre son compatriote Mackenzie McDonald en deux tie-breaks. Lors du tournoi londonien, il bat d'abord difficilement l'Allemand Yannick Hanfmann (6-4, 2-6, 4-6, 7-5, 6-3) mais s'incline dès le deuxième tour de nouveau en cinq sets contre le Suédois Mikael Ymer, alors qu'il menait deux sets à zéro et un break dans le troisième set (6-3, 6-2, 3-6, 4-6, 2-6).

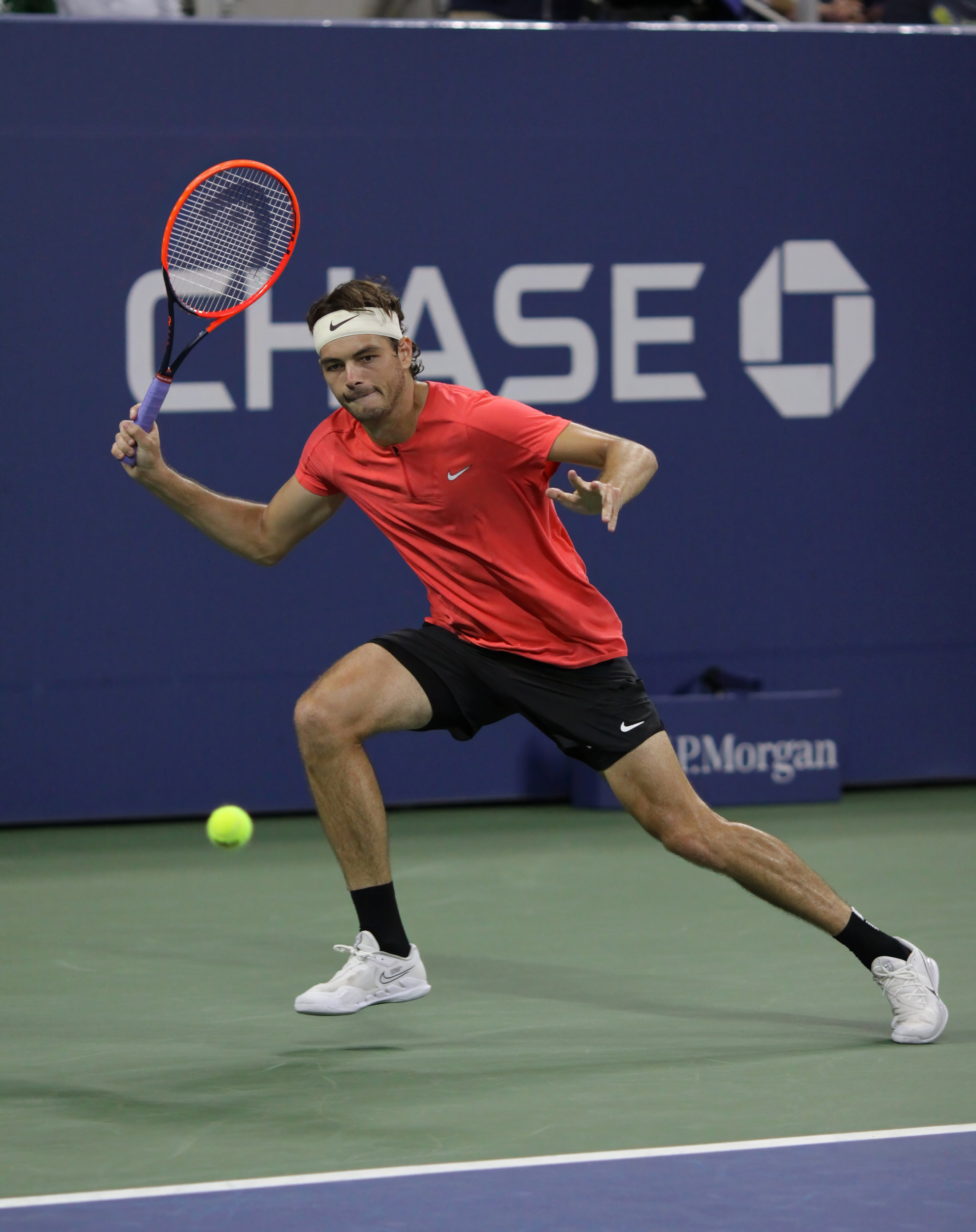
Taylor Fritz à l'US Open en 2023.

Fin juillet, Fritz rebondit au tournoi d'Atlanta à nouveau aux États-Unis. Il bat le Chinois Wu Yibing qui l'avait battu à Dallas, puis le revenant Kei Nishikori qui rejoue bien et son compatriote, Jeffrey John Wolf pour atteindre la finale. Taylor remporte son 6e titre en carrière, le second cette année, contre la surprise australienne Aleksandar Vukic (7-5, 65-7, 6-4). Il part en capitale américaine, à Washington où il bat le qualifié Zachary Svajda (6-3, 6-3), l'ancien champion britannique Andy Murray (6-7, 6-3, 6-4) ainsi que l'Australien Jordan Thompson auteur d'une bonne tournée sur gazon (6-3, 6-3). Il rencontre le Néerlandais Tallon Griekspoor en demi-finale et malgré le gain du premier set, s'incline (6-3, 3-6, 2-6).
Comme l'année précédente, il s'incline ensuite en huitièmes de finale du Masters du Canada contre un joueur en forme, Alex de Minaur (6-7, 6-4, 1-6), finaliste à Los Cabos quelques jours plus tôt, futur finaliste surprise et après avoir battu le Français Ugo Humbert (7-6, 3-6, 6-3). Comme l'année précédente, il rejoint les quarts de finale à Cincinnati, éliminant le jeune Tchèque Jiří Lehečka (7-6, 6-2), l'Italien Lorenzo Sonego (6-4, 7-6) et profitant de l'abandon du Serbe Dušan Lajović, (5-0 ab.), tombeur de Jannik Sinner. Il joue le numéro deux Novak Djokovic qu'il n'a jamais battu et s'arrête à ce stade contre le Serbe (0-6, 4-6), qui sera vainqueur du tournoi.
Arrivé à l'US Open fin août, il fait forte impression lors de ses premiers tours, se débarrassant facilement de Steve Johnson, invité (6-2, 6-1, 6-2), du Péruvien Juan Pablo Varillas (6-1, 6-2, 6-2) et du jeune qualifié tchèque Jakub Menšík (6-1, 6-2, 6-0) et parvient ainsi facilement en huitièmes de finale du Grand Chelem de son pays natal pour la première fois. Il profite d'un tableau ouvert et sort à ce stade le jeune Dominic Stricker, qualifié et 128e mondial (7-6, 6-4, 6-4) pour s'offrir un quart de finale et une revanche contre Novak Djokovic. Pour la huitième fois en autant de rencontres, il s'incline face au joueur serbe en trois sets (1-6, 4-6, 4-6) qui, comme à Cincinnati, sera vainqueur du tournoi, empochant son troisième Grand Chelem de l'année.
Il atteint début octobre pour la première fois de sa carrière le troisième tour à Shanghai en remportant difficilement un match contre Yosuke Watanuki (7-6, 6-7, 6-4) puis s'incline contre l'invité Diego Schwartzman, ancien membre du top 10 (4-6, 6-3, 6-7). Tenant du titre à Tokyo, il sort le Britannique Cameron Norrie (6-4, 6-3) puis est renversé de manière surprenante par l'invité local Shintaro Mochizuki, 215e joueur mondial (6-0, 4-6, 6-7). À Bâle, pour la troisième fois de suite, il gagne un match au premier tour contre Max Purcell en deux tie-breaks puis sort au tour suivant, battu par le qualifié Alexander Shevchenko, en trois tie-breaks (7-6, 6-7, 6-7). Il déclare forfait fin octobre au deuxième tour du Masters 1000 de Paris, gêné par une blessure aux abdominaux, ce qui met fin à ses chances de participer au Masters de fin d'année.

### 2024.1refinale en Grand Chelem à l'US Open, 1/4 à l'Open d'Australie et Wimbledon,7eet8etitre à Delray Beach et Eastbourne
Taylor Fritz commence l'année à l'United Cup où il bat Cameron Norrie et perd contre Alex de Minaur. Il commence ensuite l'Open d'Australie par une victoire difficile face à l'Argentin Facundo Díaz Acosta (4-6, 6-3, 3-6, 6-2, 6-4). Il ne concède au deuxième tour qu'un set contre le repêché français Hugo Gaston (6-0, 6-3, 6-1) puis gagne en quatre manches face au Hongrois Fábián Marozsán (3-6, 6-4, 6-2, 6-2). Opposé au Grec Stéfanos Tsitsipás, finaliste du tournoi l'année précédente, il s'impose (7-63, 5-7, 6-3, 6-3) et rejoint pour la première fois de sa carrière les quarts de finale à Melbourne. Il retrouve alors Novak Djokovic, numéro un mondial et vainqueur de trois des quatre derniers tournois du Grand Chelem. Il fait jeu égal avec son adversaire pendant deux sets puis se fait dominer les deux suivants pour subir une neuvième défaite en autant de confrontations face au Serbe (63-7, 6-4, 2-6, 3-6).
Il tient son rang en tant que tête de série numéro une et tenant du titre à Delray Beach en février, s'adjugeant un septième titre sans concéder la moindre manche face au Portugais Nuno Borges (7-65, 6-4), à l'Australien Rinky Hijikata (6-3, 6-3) et contre ses compatriotes Marcos Giron (7-68, 6-2) et Tommy Paul (6-2, 6-3), tous deux en finale du tournoi de Dallas quelques jours auparavant. Il égalise à cette occasion le record du nombre de titres du tournoi (deux fois) avec d'autres joueurs. Il perd la semaine suivante d'entrée à Acapulco contre l'Italien Matteo Arnaldi (4-6, 6-4, 3-6). Au Masters d'Indian Wells, il enchaîne deux nouvelles victoires contre les terriens Alejandro Tabilo (7-62, 6-2) et Sebastián Báez (6-2, 6-2), puis s'incline dès les huitièmes de finale contre le numéro sept mondial danois Holger Rune après avoir obtenu une balle de match (6-2, 62-7, 3-6). Cela constitue son plus mauvais résultat dans le tournoi californien depuis 2019. À Miami, il réalise une contre-performance en étant éliminé dès son premier match par le Brésilien Thiago Seyboth Wild (3-6, 4-6).
Sur terre battue, il débute par une défaite dès le premier tour au Masters 1000 de Monte-Carlo, son plus mauvais résultat dans cette catégorie de tournoi depuis près de trois ans, perdant son match contre l'Italien Lorenzo Musetti (4-6, 4-6) alors qu'il était demi-finaliste l'année précédente. Fin avril, il parvient en finale du tournoi de Munich, sa première sur terre battue, après des victoires contre le qualifié espagnol Alejandro Moro Cañas (6-3, 6-1), le Britannique Jack Draper qui est proche de le sortir (4-6, 6-3, 7-61) et le terrien Cristian Garín, tombeur du numéro cinq mondial Alexander Zverev au tour précédent (6-3, 6-4). Il affronte en finale le local Jan-Lennard Struff, qui s'offre son premier titre ATP à 33 ans (5-7, 3-6). Au Masters de Madrid, il enchaîne plusieurs victoires contre Luciano Darderi (7-61, 6-4), l'Argentin Sebastián Báez (6-2, 6-3) et le Polonais Hubert Hurkacz, neuvième mondial (7-62, 6-4) et améliore ainsi son meilleur résultat dans le tournoi madrilène en atteignant les quarts de finale. Il joue contre un autre Argentin et novice à ce niveau à Madrid, Francisco Cerúndolo qui a éliminé le cinquième mondial Alexander Zverev au tour précédent. Au terme d'un match décousu, il se qualifie pour les demi-finales (6-1, 3-6, 6-3), pour la quatrième fois en Masters 1000. Il affronte le Russe Andrey Rublev, vainqueur du double tenant du titre et numéro deux mondial Carlos Alcaraz en quarts, et est écarté en deux manches (4-6, 3-6).
Il franchit pour la première fois de sa carrière le deuxième tour à Rome en sortant le vétéran Fabio Fognini, invité par les organisateurs (6-3, 6-4) puis son compatriote Sebastian Korda sur le même score. Il bat en huitièmes de finale le Bulgare Grigor Dimitrov (6-2, 611-7, 6-1), dixième joueur mondial et est écarté en quarts par l'Allemand Alexander Zverev (4-6, 3-6), numéro cinq mondial et ancien vainqueur du tournoi. Il subit une deuxième défaite consécutive contre son jeune compatriote Alex Michelsen (4-6, 6-4, 5-7), au second tour de Genève. La semaine suivante à Roland-Garros, il parvient à battre l'Argentin Federico Coria (2-6, 6-1, 6-2, 6-1) et le Serbe Dušan Lajović (6-3, 3-6, 6-3, 6-4) et sort vainqueur d'une grosse bataille contre le surprenant Australien Thanasi Kokkinakis (6-3, 6-2, 64-7, 5-7, 6-3) pour rallier pour la première fois de sa carrière la deuxième semaine du tournoi parisien. Il est opposé au double finaliste du tournoi, le Norvégien Casper Ruud qui le sort (66-7, 6-3, 4-6, 2-6) logiquement.
Sur gazon, il enchaîne avec un quart de finale au Queen's, se débarrassant du qualifié Taro Daniel (6-3, 6-3) et de l'ancien finaliste de Wimbledon Milos Raonic (7-65, 6-4). Il est sorti par un spécialiste de la surface, l'Australien Jordan Thompson (4-6, 3-6). La semaine suivante, il devient le premier joueur à remporter trois fois le tournoi d'Eastbourne, remportant au passage son huitième titre en carrière contre le surprenant qualifié Max Purcell (6-4, 6-3). Lors des tours précédents, il avait éliminé le Brésilien Thiago Seyboth Wild (7-64, 6-3), le jeune Shang Juncheng et le repêché australien Aleksandar Vukic en deux tie-breaks. Il enchaîne de nouvelles victoires à Wimbledon contre l'Australien Christopher O'Connell (6-1, 6-2, 6-4), le Français Arthur Rinderknech (6-3, 6-4, 3-6, 6-4) qu'il retrouve après un duel tendu l'année passée à Roland Garros et une des révélations de la saison, le Chilien Alejandro Tabilo, vainqueur juste avant à Majorque (7-63, 6-3, 7-5). Il renverse en huitièmes de finale l'Allemand Alexander Zverev, peu à l'aise sur gazon mais numéro quatre mondial et récent finaliste à Roland Garros (4-6, 64-7, 6-4, 7-63, 6-3) pour jouer son quatrième quart de finale en Grand Chelem. Néanmoins, il ne franchit toujours pas ce stade en carrière, buttant contre le novice Lorenzo Musetti (6-3, 65-7, 2-6, 6-3, 1-6), qui accède alors à sa première demi-finale en Grand Chelem.
Il déçoit lors de son retour à la compétition, à l'Open du Canada, s'inclinant d'entrée en deux sets contre son compatriote titré à Washington quelques jours avant, Sebastian Korda (4-6, 64-7). Il se ressaisit à l'US Open, éliminant l'Argentin Camilo Ugo Carabelli (7-5, 6-1, 6-2), l'Italien Matteo Berrettini, ancien sixième mondial (6-3, 7-61, 6-1) et l'Argentin Francisco Comesaña (6-3, 6-4, 6-2). Il perd le premier set en huitièmes de finale contre le huitième au classement ATP Casper Ruud (3-6, 6-4, 6-3, 6-2) mais renverse la situation. Il affronte le numéro quatre mondial Alexander Zverev, ancien finaliste et le sort (7-62, 3-6, 6-4, 7-63), accédant ainsi à sa première demi-finale en Majeur, pour affronter son compatriote Frances Tiafoe. Au bout d'un gros duel en cinq manches, il parvient à se qualifier pour sa première finale de Grand Chelem (4-6, 7-5, 4-6, 6-4, 6-1). Il affronte l'Italien Jannik Sinner, numéro un mondial et vainqueur de l'Open d'Australie en début d'année et cède logiquement en trois manches (3-6, 4-6, 5-7). Grâce à ce résultat, il remonte à la 7e place du classement ATP. Fritz aura connu des moments difficiles à la suite de cette défaite. Dans un mélange d'humour et de sincérité, il a révélé lors d'une entrevue sur le balado Nothing Major qu'il avait traversé des moments difficiles suivant sa défaite, jouant jusqu'à 12 heures par jour à des jeux vidéos tout en consommant de la nourriture nocive pour la santé.
Il part disputer le tournoi de Tokyo à la fin du mois de septembre mais tombe en tant que tête de série numéro une d'entrée contre le jeune Français Arthur Fils (4-6, 6-3, 3-6). Il montre néanmoins de bonnes dispositions à Shanghaï où il franchit le troisième tour pour la première fois en cinq participations après des victoires sur les qualifiés Térence Atmane en deux jeux décisifs et Yosuke Watanuki (6-3, 6-4) qui jouent pour la première fois le tournoi. Il écrase en huitièmes le Danois Holger Rune (6-1, 6-2) et profite d'un tableau ouvert pour se glisser en demi-finale, sa quatrième en Masters 1000, victorieux sur le vétéran Belge David Goffin (6-3, 6-4). Pour son dixième match en carrière contre Novak Djokovic, il essuie une dixième défaite (4-6, 66-7), laissant le Serbe disputer une nouvelle finale de Masters 1000. Il hérite d'un tirage compliqué à Paris-Bercy avec le Britannique Jack Draper, demi-finaliste à l'US Open et victorieux à Vienne la semaine passée et au bout d'un match disputé, s'incline (66-7, 6-4, 4-6). Malgré ce résultat, il se qualifie au Masters de fin d'année pour la deuxième fois de sa carrière.

### 2025. 2 titres à Stuttgart et Eastbourne, demi-finale à Miami, Toronto et Wimbledon
Il débute l'année par deux victoires expéditives à l'Open d'Australie contre son compatriote revenant sur le circuit Jenson Brooksby (6-2, 6-0, 6-3) et sur le qualifié Chilien Cristian Garín (6-2, 6-1, 6-0) auquel il ne laisse que trois petits jeux. Il est néanmoins surpris au troisième tour par le vétéran Français Gaël Monfils âgé de 38 ans qui le sort en trois manches (6-3, 5-7, 61-7, 4-6), l'empêchant pour la première fois depuis un an et demi de rejoindre la deuxième semaine d'un Majeur.
Il bat un autre Français, Arthur Rinderknech (6-4, 6-2) au tournoi de Dallas en tant que tête de série numéro une, mais subit la loi du Canadien Denis Shapovalov (6-2, 3-6, 62-7) qui bat son premier Top 10 depuis plus de deux ans. Double tenant du titre à Delray Beach, il confirme son début de saison maussade en étant sorti en deux tie-breaks en quarts contre l'Espagnol Alejandro Davidovich Fokina après avoir éliminé le Chinois Wu Yibing (7-64, 6-2). Il s'arrête dès les huitièmes de finale, comme l'année passée, écartant le qualifié Matteo Gigante (6-3, 7-5) et remontant un handicap de un set à zéro contre le Chilien à court de forme Alejandro Tabilo (4-6, 6-3, 6-1). Il perd de nouveau contre le Britannique Jack Draper, demi-finaliste du dernier US Open (5-7, 4-6). Se montrant solide à Miami, il ne perd pas un seul set contre l'Italien Lorenzo Sonego, quart de finaliste à l'Open d'Australie (7-62, 6-3), le Canadien Denis Shapovalov, titré à Dallas (7-5, 6-3) et contre l'Australien repêché Adam Walton (6-3, 7-5). Face à un grand Matteo Berrettini, il sort vainqueur de son quart de finale (7-5, 67-7, 7-5), ralliant le dernier carré pour la première fois en Floride. Il joue à ce stade le jeune novice Tchèque Jakub Menšík, et s'incline au bout d'un nouveau duel acharné (64-7, 6-4, 64-7), laissant son adversaire remporter sa plus belle victoire en carrière jusqu'alors et lui permettant de jouer sa première finale en Masters 1000.
Il revient sur le circuit à Madrid où il défend sa demi-finale de l'année passée. Après un match tranquille contre Christopher O'Connell (6-4, 6-1) qu'il avait déjà battu il y a deux ans ici-même, il souffre contre Benjamin Bonzi mais profite de l'abandon du Français qui se blesse en fin de seconde manche (4-6, 7-5 ab.). Il rencontre en huitièmes le terrien Casper Ruud, double finaliste de Roland-Garros qui le sort (5-7, 4-6) et remportera son premier Masters 1000 quelques jours plus tard ici-même. Il est battu dès son entrée en lice en deux jeux décisifs à Rome par son compatriote Marcos Giron qui bat son premier Top 10 sur terre -battue en carrière à cette occasion. Tête de série numéro une à Genève, il écarte le Français Quentin Halys (6-4, 7-65) mais est éliminé par l'ancien Top 10 Hubert Hurkacz, récent quart de finaliste à Rome (3-6, 65-7) en quarts du tournoi suisse. Il termine sa tournée sur terre par une défaite d'entrée à Roland-Garros, la première en Majeur depuis près de trois saisons contre l'Allemand Daniel Altmaier (5-7, 6-3, 3-6, 1-6), la plus belle victoire de ce dernier en termes de classement.
L'Américain rebondit d'une belle manière sur gazon en enlevant son neuvième titre en carrière sans perdre un seul set à Stuttgart. Il se débarrasse du Français Quentin Halys (6-3, 7-66), du qualifié Hongrois Márton Fucsovics (6-3, 6-4), du Canadien Félix Auger-Aliassime, ancien Top 10 (6-4, 7-65) mais surtout du numéro trois mondial Alexander Zverev qui dispute sa première finale sur gazon depuis huit ans (6-3, 7-60). Il enchaîne avec le Queen's mais sort prématurément contre le Français Corentin Moutet, qui obtient sa plus belle victoire en terme de classement, après avoir obtenu une balle de match (7-65, 67-7, 5-7). Il se ressaisit à Eastbourne, où il livre de gros combats, contre le jeune João Fonseca qui joue sa première saison pleine sur le circuit (6-3, 6-7, 7-5), puis contre son compatriote Marcos Giron (7-5, 4-6, 7-5) et en demi-finale face à l'Espagnol Alejandro Davidovich Fokina (6-3, 3-6, 6-1). Il remporte son quatrième titre en autant de finales ici contre la surprise repêchée Jenson Brooksby de retour de suspension cette saison (7-5, 6-1). Il dispute la semaine suivante le tournoi de Wimbledon et hérite de deux grands serveurs, Giovanni Mpetshi Perricard et Gabriel Diallo, récent vainqueur de son premier titre en carrière à Bois-Le-Duc. Il écarte le Français en étant mené deux manches à zéro (66-7, 68-7, 6-4, 7-66, 6-4) et le Canadien en cinq sets également (3-6, 6-3, 7-60, 4-6, 6-3). Il sort ensuite de nouveau Alejandro Davidovich Fokina (6-4, 6-3, 65-7, 6-1) et profite de l'abandon du spécialiste de la surface Jordan Thompson (6-1, 3-0 ab.) pour accéder comme l'année passée aux quarts de finale. Rencontrant le Russe Karen Khachanov, il passe l'obstacle (6-3, 6-4, 1-6, 7-64) et parvient en demi-finale d'un Majeur pour la seconde fois de sa carrière. Il joue à ce stade le double tenant du titre et récent vainqueur de Roland-Garros Carlos Alcaraz, qu'il accroche. Malgré des balles de sets obtenues dans la quatrième manche, il cède de nouveau contre l'Espagnol (4-6, 7-5, 3-6, 66-7) qui se qualifie pour la finale une nouvelle fois.
Favori du tournoi de Washington, il est solide contre l'Australien Aleksandar Vukic (6-3, 6-2) et l'Italien Matteo Arnaldi (6-3, 6-4) puis rencontre pour la troisième fois de la saison Alejandro Davidovich Fokina qui au terme d'un match disputé parvient à créer la surprise (63-7, 6-3, 5-7). Il enchaîne avec le tournoi de Toronto où il figure parmi les favoris en l'absence de plusieurs joueurs majeurs. Il assume son statut de tête de série numéro deux en s'imposant devant l'Espagnol Roberto Carballés Baena (7-5, 7-61) et le local Gabriel Diallo (6-4, 6-2). Il dispose très difficilement du Tchèque Jiří Lehečka en trois tie-breaks pour jouer son premier quart de finale en carriere ici puis sort le Russe Andrey Rublev (6-3, 7-64). Il est battu aux portes de la finale par son jeune compatriote Ben Shelton (4-6, 3-6) qui accède ainsi à sa première finale en Masters 1000. Il sort dès les huitièmes de finale à Cincinnati, éliminé par le surprenant qualifié Térence Atmane (6-3, 5-7, 3-6) qui n’avait remporté avant le Masters 1000 étasunien qu’un match sur le circuit ATP cette saison. Il avait auparavant solidement écarté son compatriote Emilio Nava (6-4, 6-4) ainsi que l'Italien Lorenzo Sonego (7-6, 7-5).

## Palmarès

### Titres en simple
| No | Date       | Nom et lieu du tournoi                         | Catégorie    | Dotation    | Surface      | Finaliste         | Score           |          |
| -- | ---------- | ---------------------------------------------- | ------------ | ----------- | ------------ | ----------------- | --------------- | -------- |
| 1  | 24-06-2019 | Nature Valley International, Eastbourne        | ATP 250      | 684 080 €   | Gazon (ext.) | Sam Querrey       | 6-3, 6-4        | Parcours |
| 2  | 10-03-2022 | BNP Paribas Open, Indian Wells                 | Masters 1000 | 8 584 055 $ | Dur (ext.)   | Rafael Nadal      | 6-3, 7-65       | Parcours |
| 3  | 20-06-2022 | Rothesay International, Eastbourne             | ATP 250      | 697 405 €   | Gazon (ext.) | Maxime Cressy     | 6-2, 64-7, 7-64 | Parcours |
| 4  | 03-10-2022 | Rakuten Japan Open Tennis Championships, Tokyo | ATP 500      | 1 953 285 $ | Dur (ext.)   | Frances Tiafoe    | 7-63, 7-62      | Parcours |
| 5  | 13-02-2023 | Delray Beach Open, Delray Beach                | ATP 250      | 642 735 $   | Dur (ext.)   | Miomir Kecmanović | 6-0, 5-7, 6-2   | Parcours |
| 6  | 24-07-2023 | Atlanta Open, Atlanta                          | ATP 250      | 737 170 $   | Dur (ext.)   | Aleksandar Vukic  | 7-5, 65-7, 6-4  | Parcours |
| 7  | 12-02-2024 | Delray Beach Open, Delray Beach                | ATP 250      | 661 585 $   | Dur (ext.)   | Tommy Paul        | 6-2, 6-3        | Parcours |
| 8  | 24-06-2024 | Rothesay International, Eastbourne             | ATP 250      | 740 160 €   | Gazon (ext.) | Max Purcell       | 6-4, 6-3        | Parcours |
| 9  | 09-06-2025 | BOSS Open, Stuttgart                           | ATP 250      | 751 630 €   | Gazon (ext.) | Alexander Zverev  | 6-3, 7-60       | Parcours |
| 10 | 23-06-2025 | Lexus Eastbourne Open, Eastbourne              | ATP 250      | 756 875 €   | Gazon (ext.) | Jenson Brooksby   | 7-5, 6-1        | Parcours |

### Finales en simple
| No | Date       | Nom et lieu du tournoi                                                 | Catégorie | Dotation     | Surface      | Vainqueur          | Score          |          |
| -- | ---------- | ---------------------------------------------------------------------- | --------- | ------------ | ------------ | ------------------ | -------------- | -------- |
| 1  | 08-02-2016 | Memphis Open, Memphis                                                  | ATP 250   | 618 030 $    | Dur (int.)   | Kei Nishikori      | 6-4, 6-4       | Parcours |
| 2  | 22-07-2019 | BB&T Atlanta Open, Atlanta                                             | ATP 250   | 694 995 $    | Dur (ext.)   | Alex de Minaur     | 6-3, 7-62      | Parcours |
| 3  | 29-07-2019 | Abierto Mexicano de Tenis Mifel presentado por Cinemex, Cabo San Lucas | ATP 250   | 762 455 $    | Dur (ext.)   | Diego Schwartzman  | 7-66, 6-3      | Parcours |
| 4  | 24-02-2020 | Abierto Mexicano Telcel, Acapulco                                      | ATP 500   | 1 845 265 $  | Dur (ext.)   | Rafael Nadal       | 6-3, 6-2       | Parcours |
| 5  | 25-10-2021 | St. Petersburg Open, Saint-Pétersbourg                                 | ATP 250   | 663 750 $    | Dur (int.)   | Marin Čilić        | 7-63, 4-6, 6-4 | Parcours |
| 6  | 15-04-2024 | BMW Open, Munich                                                       | ATP 250   | 579 320 €    | Terre (ext.) | Jan-Lennard Struff | 7-5, 6-3       | Parcours |
| 7  | 26-08-2024 | US Open, Flushing Meadows                                              | G. Chelem | 33 977 000 $ | Dur (ext.)   | Jannik Sinner      | 6-3, 6-4, 7-5  | Parcours |
| 8  | 11-11-2024 | Nitto ATP Finals, Turin                                                | Masters   | 15 250 000 $ | Dur (int.)   | Jannik Sinner      | 6-4, 6-4       | Parcours |

### Finales en double
| No | Date       | Nom et lieu du tournoi                         | Catégorie | Dotation    | Surface      | Vainqueurs                                | Partenaire         | Score             |          |
| -- | ---------- | ---------------------------------------------- | --------- | ----------- | ------------ | ----------------------------------------- | ------------------ | ----------------- | -------- |
| 1  | 30-07-2018 | Abierto Mexicano de Tenis Mifel Cabo San Lucas | ATP 250   | 715 455 $   | Dur (ext.)   | Marcelo Arévalo Miguel Ángel Reyes-Varela | Thanasi Kokkinakis | 6-4, 6-4          | Parcours |
| 2  | 21-10-2019 | Swiss Indoors Basel Bâle                       | ATP 500   | 2 082 655 € | Dur (int.)   | Jean-Julien Rojer Horia Tecău             | Reilly Opelka      | 7-5, 6-3          | Parcours |
| 3  | 19-06-2023 | Cinch Championships Londres                    | ATP 500   | 2 195 175 € | Gazon (ext.) | Ivan Dodig Austin Krajicek                | Jiří Lehečka       | 6-4, 65-7, [10-3] | Parcours |
| 4  | 17-06-2024 | Cinch Championships Londres                    | ATP 500   | 2 255 655 € | Gazon (ext.) | Neal Skupski Michael Venus                | Karen Khachanov    | 4-6, 7-65, [10-8] | Parcours |

## Palmarès sur le circuitChallenger
| Résultat  | No | Date             | Tournoi                                                  | Surface    | Adversaire      | Score         |
| --------- | -- | ---------------- | -------------------------------------------------------- | ---------- | --------------- | ------------- |
| Vainqueur | 1. | 12 octobre 2015  | Sacramento Pro Circuit Challenger, Sacramento            | Dur        | Jared Donaldson | 6-4, 3-6, 6-4 |
| Vainqueur | 2. | 18 octobre 2015  | Fairfield Men's Pro Challenger, Fairfield                | Dur        | Dustin Brown    | 6-3, 6-4      |
| Finaliste | 1. | 16 novembre 2015 | JSM Challenger of Champaign–Urbana, Champaign            | Dur (int.) | Henri Laaksonen | 4-6, 6-2, 6-2 |
| Vainqueur | 3. | 4 janvier 2016   | City of Onkaparinga ATP Challenger, Happy Valley         | Dur        | Dudi Sela       | 7-67, 6-2     |
| Finaliste | 2. | 30 janvier 2017  | RBC Tennis Championships of Dallas, Dallas               | Dur (int.) | Ryan Harrison   | 6-3, 6-3      |
| Finaliste | 3. | 6 janvier 2018   | Internationaux BNP Paribas de Nouvelle-Calédonie, Nouméa | Dur        | Noah Rubin      | 7-5, 6-4      |
| Vainqueur | 4. | 28 janvier 2018  | Oracle Challenger Series, Newport Beach                  | Dur        | Bradley Klahn   | 3-6, 7-5, 6-0 |
| Vainqueur | 5. | 21 janvier 2019  | Oracle Challenger Series, Newport Beach                  | Dur        | Brayden Schnur  | 7-67, 6-4     |

## Parcours dans les tournois duGrand Chelem

### Finale (1)
| Année | Tournoi | Adversaire en finale | Score         |
| 2024  | US Open | Jannik Sinner        | 3-6, 4-6, 5-7 |

### En simple
| Année | Open d'Australie | Open d'Australie   | Internationaux de France | Internationaux de France | Wimbledon       | Wimbledon          | US Open         | US Open          |
| ----- | ---------------- | ------------------ | ------------------------ | ------------------------ | --------------- | ------------------ | --------------- | ---------------- |
| 2016  | 1er tour (1/64)  | Jack Sock          | 1er tour (1/64)          | Borna Ćorić              | 1er tour (1/64) | Stanislas Wawrinka | 1er tour (1/64) | Jack Sock        |
| 2017  | 1er tour (1/64)  | Gilles Müller      | —                        | —                        | 1er tour (1/64) | John Isner         | 2e tour (1/32)  | Dominic Thiem    |
| 2018  | —                | —                  | 1er tour (1/64)          | Guido Andreozzi          | 2e tour (1/32)  | Alexander Zverev   | 3e tour (1/16)  | Dominic Thiem    |
| 2019  | 3e tour (1/16)   | Roger Federer      | 2e tour (1/32)           | R. Bautista-Agut         | 2e tour (1/32)  | Jan-Lennard Struff | 1er tour (1/64) | Feliciano López  |
| 2020  | 3e tour (1/16)   | Dominic Thiem      | 3e tour (1/16)           | Lorenzo Sonego           | Annulé          | Annulé             | 3e tour (1/16)  | Denis Shapovalov |
| 2021  | 3e tour (1/16)   | Novak Djokovic     | 2e tour (1/32)           | Dominik Köpfer           | 3e tour (1/16)  | Alexander Zverev   | 2e tour (1/32)  | Jenson Brooksby  |
| 2022  | 1/8 de finale    | Stéfanos Tsitsipás | 2e tour (1/32)           | B. Zapata Miralles       | 1/4 de finale   | Rafael Nadal       | 1er tour (1/64) | Brandon Holt     |
| 2023  | 2e tour (1/32)   | Alexei Popyrin     | 3e tour (1/16)           | Francisco Cerúndolo      | 2e tour (1/32)  | Mikael Ymer        | 1/4 de finale   | Novak Djokovic   |
| 2024  | 1/4 de finale    | Novak Djokovic     | 1/8 de finale            | Casper Ruud              | 1/4 de finale   | Lorenzo Musetti    | Finale          | Jannik Sinner    |
| 2025  | 3e tour (1/16)   | Gaël Monfils       | 1er tour (1/64)          | Daniel Altmaier          | 1/2 finale      | Carlos Alcaraz     |                 |                  |

N.B. : à droite du résultat se trouve le nom de l'ultime adversaire.

### En double messieurs
| Année | Open d'Australie                                                                    | Open d'Australie | Internationaux de France                                                                | Internationaux de France                                                           | Wimbledon | Wimbledon | US Open                                                                            | US Open |
| ----- | ----------------------------------------------------------------------------------- | ---------------- | --------------------------------------------------------------------------------------- | ---------------------------------------------------------------------------------- | --------- | --------- | ---------------------------------------------------------------------------------- | ------- |
| 2015  | —                                                                                   | —                | —                                                                                       | —                                                                                  | —         | —         | 1er tour (1/32) R. Opelka \|\| style="text-align:left;" \| M. Daniell J. Marray    |         |
| 2016  | —                                                                                   | —                | —                                                                                       | —                                                                                  | —         | —         | 2e tour (1/16) Tommy Paul \|\| style="text-align:left;" \| Daniel Evans N. Kyrgios |         |
| 2017  | —                                                                                   | —                | —                                                                                       | —                                                                                  | —         | —         | 2e tour (1/16) R. Opelka \|\| style="text-align:left;" \| J. Chardy F. Martin      |         |
| 2018  | —                                                                                   | —                | 1er tour (1/32) F. Tiafoe \|\| style="text-align:left;" \| R. Bopanna É. Roger-Vasselin | 2e tour (1/16) M. Ebden \|\| style="text-align:left;" \| Jamie Murray Bruno Soares | —         | —         |                                                                                    |         |
| 2019  | 2e tour (1/16) C. Norrie \|\| style="text-align:left;" \| Jack Sock J. Withrow      | —                | —                                                                                       | —                                                                                  | —         | —         | —                                                                                  |         |
| 2020  | 1er tour (1/32) Tommy Paul \|\| style="text-align:left;" \| J.-S. Cabal Jaume Munar | —                | —                                                                                       | Annulé                                                                             | Annulé    | —         | —                                                                                  |         |
| 2021  | —                                                                                   | —                | 1er tour (1/32) M. McDonald \|\| style="text-align:left;" \| S. Bolelli M. González     | —                                                                                  | —         | —         | —                                                                                  |         |

N.B. : le nom du partenaire se trouve sous le résultat ; les noms des ultimes adversaires se trouvent à droite.

### En double mixte
| Année | Open d'Australie | Open d'Australie | Internationaux de France | Internationaux de France | Wimbledon | Wimbledon | US Open                                                                            | US Open                     |
| ----- | ---------------- | ---------------- | ------------------------ | ------------------------ | --------- | --------- | ---------------------------------------------------------------------------------- | --------------------------- |
| 2014  | —                | —                | —                        | —                        | —         | —         | 1er tour (1/16) A. Muhammad                                                        | Ashleigh Barty John Peers   |
| 2015  | —                | —                | —                        | —                        | —         | —         | 1er tour (1/16) Claire Liu                                                         | Martina Hingis Leander Paes |
|       |                  |                  |                          |                          |           |           |                                                                                    |                             |
| 2025  | —                | —                | —                        | —                        | —         | —         | 1er tour (1/8) E. Rybakina \|\| style="text-align:left;" \| S. Errani A. Vavassori |                             |

N.B. : le nom de la partenaire se trouve sous le résultat ; les noms des ultimes adversaires se trouvent à droite.

## Parcours auMasters
| Année | Lieu  | Résultat    | Tour                  | Adversaires                                                                 | Victoire / Défaite                | Scores                                                  |
| ----- | ----- | ----------- | --------------------- | --------------------------------------------------------------------------- | --------------------------------- | ------------------------------------------------------- |
| 2022  | Turin | Demi-finale | RR Demi-Finale        | Rafael Nadal Casper Ruud Félix Auger-Aliassime Novak Djokovic               | Victoire Défaite Victoire Défaite | 7-63, 6-1 3-6, 6-4, 66-7 7-64, 65-7, 6-2 65-7, 66-7     |
| 2024  | Turin | Finale      | RR Demi-Finale Finale | Daniil Medvedev Jannik Sinner Alex de Minaur Alexander Zverev Jannik Sinner | Victoire Défaite Victoire Défaite | 6-4, 6-3 4-6, 4-6 5-7, 6-4, 6-3 6-3, 3-6, 7-63 4-6, 4-6 |

## Parcours dans lesMasters 1000
| Année | Indian Wells               | Miami                       | Monte-Carlo                 | Madrid                 | Rome                    | Canada                     | Cincinnati                | Shanghai               | Paris                     |
| ----- | -------------------------- | --------------------------- | --------------------------- | ---------------------- | ----------------------- | -------------------------- | ------------------------- | ---------------------- | ------------------------- |
| 2016  | 1er tour F. Tiafoe         | 2e tour D. Ferrer           | —                           | —                      | —                       | 1er tour I. Karlović       | 1er tour M. Youzhny       | 2e tour R. Bautista    | —                         |
| 2017  | 3e tour M. Jaziri          | 2e tour P. Kohlschreiber    | —                           | —                      | —                       | —                          | —                         | —                      | —                         |
| 2018  | 1/8 de finale B. Ćorić     | 1er tour P.-H. Herbert      | —                           | —                      | —                       | —                          | —                         | 2e tour S. Querrey     | —                         |
| 2019  | 1er tour S. Johnson        | 1er tour M. Marterer        | 1/8 de finale N. Djokovic   | 2e tour N. Djokovic    | 2e tour K. Nishikori    | 1er tour H. Hurkacz        | 1er tour D. Goffin        | 2e tour K. Khachanov   | 2e tour S. Tsitsipás      |
| 2020  | n.o.                       | n.o.                        | n.o.                        | n.o.                   | 1er tour S. Travaglia   | n.o.                       | 2e tour A. Bedene         | n.o.                   | 1er tour R. Gasquet       |
| 2021  | 1/2 finale N. Basilashvili | 1/8 de finale A. Bublik     | 1er tour R. Bautista        | 1er tour A. Ramos      | 2e tour N. Djokovic     | 1er tour J. Duckworth      | 1er tour A. Ramos         | n.o.                   | 1/4 de finale N. Djokovic |
| 2022  | Victoire R. Nadal          | 1/8 de finale M. Kecmanović | 1/4 de finale A. Davidovich | —                      | —                       | 1/8 de finale D. Evans     | 1/4 de finale D. Medvedev | n.o.                   | 2e tour G. Simon          |
| 2023  | 1/4 de finale J. Sinner    | 1/4 de finale C. Alcaraz    | 1/2 finale A. Rublev        | 1/8 de finale Zhang Z. | 2e tour Y. Hanfmann     | 1/8 de finale A. de Minaur | 1/4 de finale N. Djokovic | 3e tour D. Schwartzman | 2e tour Forfait           |
| 2024  | 1/8 de finale H. Rune      | 2e tour T. Seyboth          | 1er tour L. Musetti         | 1/2 finale A. Rublev   | 1/4 de finale A. Zverev | 2e tour S. Korda           | 1er tour B. Nakashima     | 1/2 finale N. Djokovic | 2e tour J. Draper         |
| 2025  | 1/8 de finale J. Draper    | 1/2 finale J. Menšík        | —                           | 1/8 de finale C. Ruud  | 2e tour M. Giron        | 1/2 finale B. Shelton      | 1/8 de finale T. Atmane   |                        |                           |

N.B. : sous le résultat se trouve le nom de l’ultime adversaire.

## Parcours auxJeux olympiques

### En simple messieurs
| # | Date       | Nom de l'olympiade         | Surface             | Résultat      | Ultime adversaire | Score    |          |
| - | ---------- | -------------------------- | ------------------- | ------------- | ----------------- | -------- | -------- |
| 1 | 27/07/2024 | Olympic Tennis Event Paris | Terre battue (ext.) | 1/8 de finale | Lorenzo Musetti   | 6-4, 7-5 | Parcours |

### En double messieurs
| # | Date       | Nom de l'olympiade         | Surface             | Résultat | Partenaire | Ultimes adversaires        | Score    |          |
| - | ---------- | -------------------------- | ------------------- | -------- | ---------- | -------------------------- | -------- | -------- |
| 1 | 27/07/2024 | Olympic Tennis Event Paris | Terre battue (ext.) | Bronze   | Tommy Paul | Tomáš Macháč Adam Pavlásek | 6-3, 6-4 | Parcours |

### En double mixte
| # | Date       | Nom de l'olympiade         | Surface             | Résultat      | Partenaire | Ultimes adversaires                      | Score             |          |
| - | ---------- | -------------------------- | ------------------- | ------------- | ---------- | ---------------------------------------- | ----------------- | -------- |
| 1 | 29/07/2024 | Olympic Tennis Event Paris | Terre battue (ext.) | 1/4 de finale | Coco Gauff | Gabriela Dabrowski Félix Auger-Aliassime | 7-62, 3-6, [10-8] | Parcours |

## Parcours enCoupe Davis
| #                                                                                       | Date          | Lieu     | Surface    | Gagnant(s)              | Perdant(s)         | Score          |          |
|                                                                                         |               |          |            |                         |                    |                |          |
| 2019 - Phase de poules (groupe mondial - Groupe F) - États-Unis - Canada 1 : 2          |               |          |            |                         |                    |                |          |
| 1                                                                                       | 19/11/2019    | Madrid   | Dur (int.) | Denis Shapovalov        | Taylor Fritz       | 7-66, 6-3      | Parcours |
|                                                                                         |               |          |            |                         |                    |                |          |
| 2019 - Phase de poules (groupe mondial - Groupe F) - États-Unis - Italie 2 : 1          |               |          |            |                         |                    |                |          |
| 2                                                                                       | 20/11/2019    | Madrid   | Dur (int.) | Taylor Fritz            | Matteo Berrettini  | 5-7, 7-65, 6-2 | Parcours |
|                                                                                         |               |          |            |                         |                    |                |          |
| 2020-2021 - 1er tour (groupe mondial) - États-Unis - Ouzbékistan 4 : 0                  |               |          |            |                         |                    |                |          |
| 3                                                                                       | 06-07/03/2020 | Honolulu | Dur (int.) | Taylor Fritz            | Sanjar Fayziev     | 6-1, 6-2       | Parcours |
|                                                                                         |               |          |            |                         |                    |                |          |
| 2022 - 1er tour (groupe mondial) - États-Unis - Colombie 4 : 0                          |               |          |            |                         |                    |                |          |
| 4                                                                                       | 04-05/03/2022 | Reno     | Dur (int.) | Taylor Fritz            | Alejandro González | 6-1, 6-0       | Parcours |
|                                                                                         |               |          |            |                         |                    |                |          |
| 2022 - Phase de poules (groupe mondial - Groupe D) - Grande-Bretagne - États-Unis 1 : 2 |               |          |            |                         |                    |                |          |
| 5                                                                                       | 14/09/2022    | Glasgow  | Dur (int.) | Cameron Norrie          | Taylor Fritz       | 2-6, 7-62, 7-5 | Parcours |
|                                                                                         |               |          |            |                         |                    |                |          |
| 2022 - Phase de poules (groupe mondial - Groupe D) - États-Unis - Kazakhstan 2 : 1      |               |          |            |                         |                    |                |          |
| 6                                                                                       | 15/09/2022    | Glasgow  | Dur (int.) | Taylor Fritz            | Alexander Bublik   | 7-66, 1-6, 6-3 | Parcours |
|                                                                                         |               |          |            |                         |                    |                |          |
| 2022 - Phase de poules (groupe mondial - Groupe D) - États-Unis - Pays-Bas 1 : 2        |               |          |            |                         |                    |                |          |
| 7                                                                                       | 17/09/2022    | Glasgow  | Dur (int.) | Botic van de Zandschulp | Taylor Fritz       | 6-4, 7-63      | Parcours |
|                                                                                         |               |          |            |                         |                    |                |          |
| 2022 - 1/4 de finale (groupe mondial) - Italie - États-Unis 2 : 1                       |               |          |            |                         |                    |                |          |
| 8                                                                                       | 24/11/2022    | Malaga   | Dur (int.) | Taylor Fritz            | Lorenzo Musetti    | 7-68, 6-3      | Parcours |
|                                                                                         |               |          |            |                         |                    |                |          |
| 2024 - 1er tour (groupe mondial) - Ukraine - États-Unis 0 : 4                           |               |          |            |                         |                    |                |          |
| 9                                                                                       | 01-02/02/2024 | Vilnius  | Dur (int.) | Taylor Fritz            | Vladyslav Orlov    | 6-3, 6-4       | Parcours |
|                                                                                         |               |          |            |                         |                    |                |          |
| 2024 - 1/4 de finale (groupe mondial) - États-Unis - Australie 1 : 2                    |               |          |            |                         |                    |                |          |
| 10                                                                                      | 21/11/2024    | Malaga   | Dur (int.) | Taylor Fritz            | Alex de Minaur     | 6-3, 6-4       | Parcours |

Son bilan en Coupe Davis est le suivant :
| Simple                   | Double                   |
| ------------------------ | ------------------------ |
| Victoire(s) - Défaite(s) | Victoire(s) - Défaite(s) |
| 7 - 3                    | 0 - 0                    |

Source : (en) Taylor Fritz - Win / Loss. sur le site de la Coupe Davis

## Confrontations avec ses principaux adversaires
Confrontations lors des différents tournois ATP et en Coupe Davis avec ses principaux adversaires (6 confrontations minimum et avoir été membre du top 10). Classement par pourcentage de victoires. Situation au 15 juin 2025 :
Les joueurs retraités sont en gris.
| Joueur                | Meilleur classement | Confrontations | Victoires | Défaites | Pourcentage de victoires | Dernière confrontation                                       |
| --------------------- | ------------------- | -------------- | --------- | -------- | ------------------------ | ------------------------------------------------------------ |
| Novak Djokovic        | 1                   | 10             | 0         | 10       | 0                        | défaite (4-6, 66-7) au Masters de Shanghai 2024              |
| Roberto Bautista-Agut | 9                   | 7              | 2         | 5        | 28,6                     | victoire (6-0, 3-6, 3-6, 6-4, 6-3) à l'Open d'Australie 2022 |
| Denis Shapovalov      | 10                  | 11             | 5         | 6        | 45,5                     | victoire (7-5, 6-3) au Masters de Miami 2025                 |
| John Isner            | 8                   | 6              | 3         | 3        | 50                       | victoire (3-6, 6-3, 6-4) au tournoi du Mexique 2023          |
| Alex de Minaur        | 6                   | 9              | 5         | 4        | 55,6                     | victoire (6-3, 6-4) à la Coupe Davis 2024                    |
| Cameron Norrie        | 8                   | 14             | 8         | 6        | 57,1                     | victoire (7-65, 6-4) à l'United Cup 2024                     |
| Alexander Zverev      | 2                   | 13             | 8         | 5        | 61,5                     | victoire (6-3, 7-60) au tournoi de Stuttgart 2025            |
| Andrey Rublev         | 5                   | 9              | 6         | 3        | 66,7                     | victoire (6-3, 7-64) au Masters du Canada 2025               |
| Hubert Hurkacz        | 6                   | 6              | 4         | 2        | 66,7                     | défaite (3-6, 65-7) au tournoi de Genève 2025                |
| Jack Sock             | 8                   | 6              | 4         | 2        | 66,7                     | victoire (7-65, 6-4) au tournoi de Dallas 2023               |
| Frances Tiafoe        | 10                  | 8              | 7         | 1        | 87,5                     | victoire (4-6, 7-5, 4-6, 6-4, 6-1) à l'US Open 2024          |

Ce bilan ne prend pas en compte les confrontations en qualifications, en Challenger, Futures, ou durant le parcours junior des joueurs :
- Défaite contre Andrey Rublev au Round Robin du Next Generation ATP Finals 2018 (2-4, 4-1, 4-3, 3-4, 2-4).
- Défaite contre Alex de Minaur au Round Robin du Next Generation ATP Finals 2018 (3-4, 1-4, 2-4).

## Victoires sur le top 10
Toutes ses victoires sur des joueurs classés dans le top 10 de l'ATP lors de la rencontre.
| Légende                          |
| Grand Chelem                     |
| Masters                          |
| Masters 1000                     |
| ATP 500                          |
| ATP 250                          |
| Coupe Davis Laver Cup United Cup |

| #  | T.F.   | Tournoi          | Année | Surface      | Adversaire            | Rang  | Tour   | Score                     |
| -- | ------ | ---------------- | ----- | ------------ | --------------------- | ----- | ------ | ------------------------- |
| 1  | no 136 | Indian Wells     | 2017  | Dur          | Marin Čilić           | no 7  | 1/32   | 4-6, 7-5, 6-4             |
| 2  | no 50  | Auckland         | 2019  | Dur          | John Isner            | no 10 | 1/8    | 7-63, 7-65                |
| 3  | no 28  | Cabo San Lucas   | 2019  | Dur          | Fabio Fognini         | no 9  | 1/4    | 6-1, 7-61                 |
| 4  | no 30  | Laver Cup        | 2019  | Dur (int.)   | Dominic Thiem         | no 5  | Poules | 7-5, 63-7, [10-5]         |
| 5  | no 31  | Bâle             | 2019  | Dur (int.)   | Alexander Zverev      | no 6  | 1/16   | 7-67, 6-4                 |
| 6  | no 32  | Coupe Davis      | 2019  | Dur (int.)   | Matteo Berrettini     | no 8  | RR     | 5-7, 7-65, 6-2            |
| 7  | no 39  | Indian Wells     | 2021  | Dur          | Matteo Berrettini     | no 7  | 1/16   | 6-4, 6-3                  |
| 8  | no 39  | Indian Wells     | 2021  | Dur          | Alexander Zverev      | no 4  | 1/4    | 4-6, 6-3, 7-63            |
| 9  | no 26  | Paris-Bercy      | 2021  | Dur (int.)   | Andrey Rublev         | no 6  | 1/16   | 7-5, 7-62                 |
| 10 | no 20  | Indian Wells     | 2022  | Dur          | Andrey Rublev         | no 7  | 1/2    | 7-5, 6-4                  |
| 11 | no 20  | Indian Wells     | 2022  | Dur          | Rafael Nadal          | no 4  | Finale | 6-3, 7-65                 |
| 12 | no 13  | Cincinnati       | 2022  | Dur          | Andrey Rublev         | no 8  | 1/8    | 64-7, 6-2, 7-5            |
| 13 | no 12  | Laver Cup        | 2022  | Dur (int.)   | Cameron Norrie        | no 8  | Poules | 6-1, 4-6, [10-8]          |
| 14 | no 9   | Masters          | 2022  | Dur (int.)   | Rafael Nadal          | no 2  | Poules | 7-63, 6-1                 |
| 15 | no 9   | Masters          | 2022  | Dur (int.)   | Félix Auger-Aliassime | no 6  | Poules | 7-64, 65-7, 6-2           |
| 16 | no 9   | United Cup       | 2023  | Dur          | Hubert Hurkacz        | no 10 | 1/2    | 7-65, 7-65                |
| 17 | no 10  | Miami            | 2023  | Dur          | Holger Rune           | no 8  | 1/8    | 6-3, 6-4                  |
| 18 | no 10  | Monte-Carlo      | 2023  | Terre battue | Stéfanos Tsitsipás    | no 3  | 1/4    | 6-2, 6-4                  |
| 19 | no 8   | Laver Cup        | 2023  | Dur (int.)   | Andrey Rublev         | no 6  | Poules | 6-2, 7-63                 |
| 20 | no 12  | Open d'Australie | 2024  | Dur          | Stéfanos Tsitsipás    | no 7  | 1/8    | 7-63, 5-7, 6-3, 6-3       |
| 21 | no 13  | Madrid           | 2024  | Terre battue | Hubert Hurkacz        | no 9  | 1/8    | 7-62, 6-4                 |
| 22 | no 13  | Rome             | 2024  | Terre battue | Grigor Dimitrov       | no 10 | 1/8    | 6-2, 611-7, 6-1           |
| 23 | no 12  | Wimbledon        | 2024  | Gazon        | Alexander Zverev      | no 4  | 1/8    | 4-6, 64-7, 6-4, 7-63, 6-3 |
| 24 | no 12  | US Open          | 2024  | Dur          | Casper Ruud           | no 8  | 1/8    | 3-6, 6-4, 6-3, 6-2        |
| 25 | no 12  | US Open          | 2024  | Dur          | Alexander Zverev      | no 4  | 1/4    | 7-62, 3-6, 6-4, 7-63      |
| 26 | no 7   | Laver Cup        | 2024  | Dur (int.)   | Alexander Zverev      | no 2  | Poules | 6-4, 7-5                  |
| 27 | no 5   | Masters          | 2024  | Dur (int.)   | Daniil Medvedev       | no 4  | Poules | 6-4, 6-3                  |
| 28 | no 5   | Masters          | 2024  | Dur (int.)   | Alex de Minaur        | no 9  | Poules | 5-7, 6-4, 6-3             |
| 29 | no 5   | Masters          | 2024  | Dur (int.)   | Alexander Zverev      | no 2  | 1/2    | 6-3, 3-6, 7-63            |
| 30 | no 4   | Coupe Davis      | 2024  | Dur (int.)   | Alex de Minaur        | no 9  | 1/4    | 6-3, 6-4                  |
| 31 | no 7   | Stuttgart        | 2025  | Gazon        | Alexander Zverev      | no 3  | Finale | 6-3, 7-60                 |

## Classements ATP en fin de saison
| Année          | 2014 | 2015 | 2016 | 2017 | 2018 | 2019 | 2020 | 2021 | 2022 | 2023 | 2024 |
| Rang en simple | 1141 | 177  | 76   | 105  | 49   | 32   | 29   | 23   | 9    | 10   | 4    |
| Rang en double | 1092 | 949  | 243  | 496  | 219  | 120  | 106  | 204  | 141  | 157  | 165  |

Source : (en) Classements de Taylor Fritz sur le site officiel de la Fédération internationale de tennis